# Ренолдс (Илиноис)
Ренолдс (енгл. Reynolds) град је у америчкој савезној држави Илиноис.

## Демографија
По попису из 2010. године број становника је 539, што је 31 (6,1%) становника више него 2000. године.
| Група             | 2000.       | 2010.       |
| Белци             | 503 (99,0%) | 524 (97,2%) |
| Афроамериканци    | 0 (0,0%)    | 0 (0,0%)    |
| Азијати           | 0 (0,0%)    | 0 (0,0%)    |
| Хиспаноамериканци | 5 (1,0%)    | 10 (1,9%)   |
| Укупно            | 508         | 539         |